# Half-pay

Le half-pay (demi-salaire), était un terme utilisé dans l'Armée britannique et la Royal Navy durant le XVIIIe siècle, le XIXe siècle et le début du XXe siècle pour désigner la solde ou l'indemnité qu'un officier reçoit lorsqu'il prend sa retraite ou quand il n'est pas en service durant une certaine période. 
Dans l'armée anglaise, l'option du half-pay se développe vers la fin du XVIIe siècle et au début du XVIIIe siècle, en même temps que le système des commissions d'achat et des promotions par les officiers. Les officiers en service peuvent opter volontairement pour le half-pay ; ils en sont automatiquement engagés lorsque leurs services ne sont pas requis par l'armée. Dans les deux cas, ils peuvent être rappelés à leurs régiments s'il y a un besoin soudain de leurs services. À titre d'exemple, après le déclenchement de la rébellion jacobite de 1715, tous les officiers engagés au half-pay sont immédiatement rappelés au service actif,.